# Daucus crinitus
Espèce
Statut de conservation UICN

LC : Préoccupation mineure
Daucus crinitus est une espèce de plantes à fleurs vivace de la famille des Apiaceae et du genre Daucus, originaire de l'ouest de la Méditerranée.

## Taxonomie
L'espèce est décrite par le botaniste français René Desfontaines en 1798 dans (la) Flora Atlantica, vol. 1, t. 62 (lire en ligne), p. 242, qui la classe dans le genre Daucus sous le nom Daucus crinitus. L'espèce a également été classée dans les genres Meopsis, Staflinus et Torilis mais le nom correct est Daucus crinitus,.
Daucus crinitus a pour synonymes :
- Daucus crinitus var. comosus Murb., 1923[3]
- Daucus meifolius Brot., 1816[3],[4]
- Daucus verticillatus Schousb. ex Ball, 1878[3],[4]
- Meopsis crinita (Desf.) Koso-Pol., 1914[3],[4]
- Staflinus crinitus (Desf.) Raf., 1836[3],[4]
- Torilis crinita (Desf.) Spreng., 1818[3],[4]

Elle est appelée en portugais cenoura-brava, cenoura-brava-de-crina, cenoura-de-folhas-miúdas.

## Description

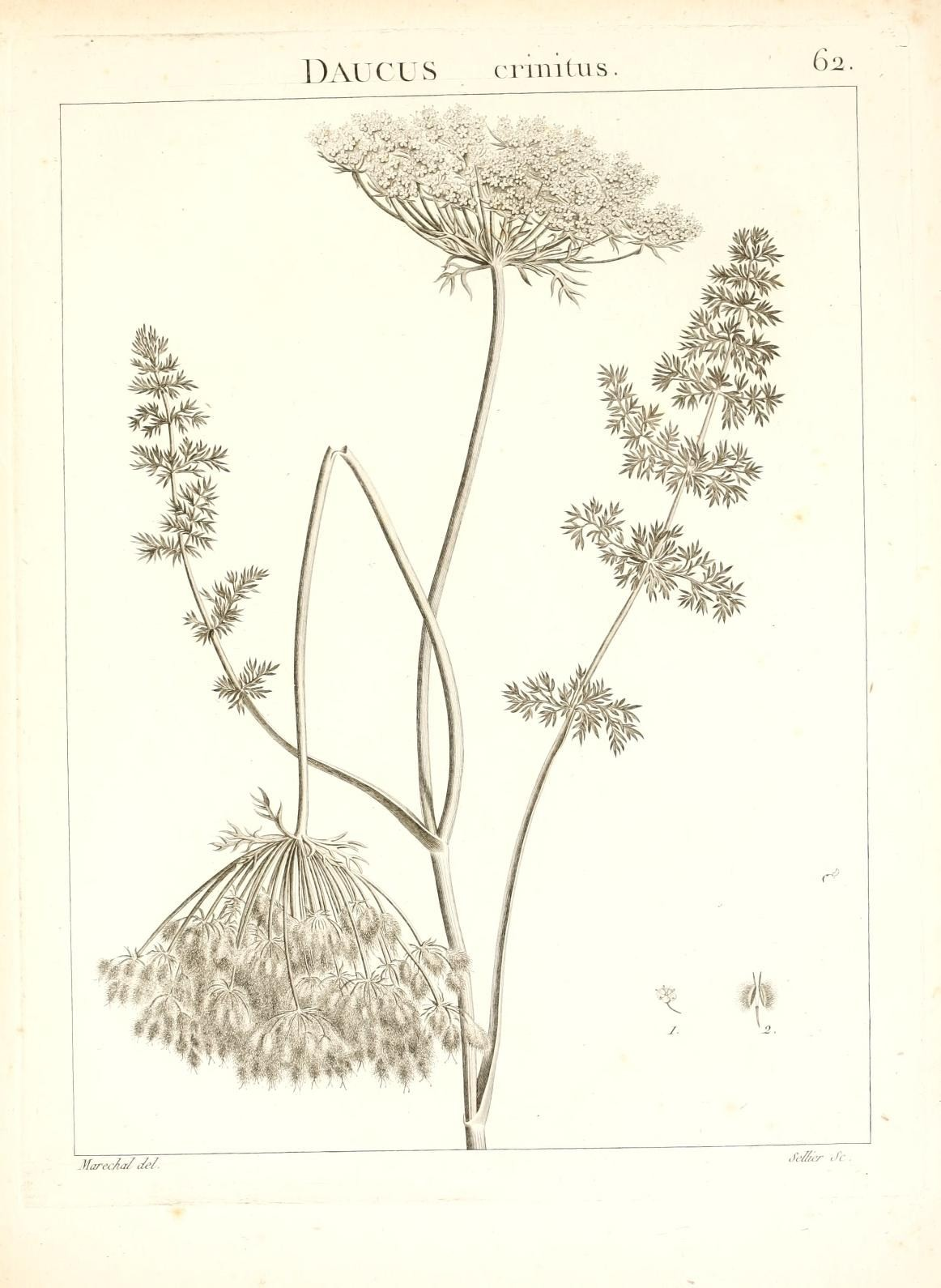
Illustration botanique de René Desfontaines.

### Appareil végétatif
C'est une plante vivace, d'une hauteur de 15 à 80 cm, à souche épaisse fibreuse par les restes des vieilles gaines persistantes à la base. La tige est dressée, peu ramifiée, rude à scabrescente par de fines aculéoles rétrorses. Les feuilles sont 2 à 4 pennatiséquées, à 4–8 paires de segments verticillés, sessiles, courts, à lobes scabres et linéaires-lancéolés, d'une largeur de 0,5 à 0,7 mm, les feuilles caulinaires étant semblables et réduites.

### Appareil reproducteur
Les ombelles sont pédonculées, d'un diamètre de 3 à 10 cm, à (8)15-25 rayons, scabrescents, inégaux, supérieurs aux 5 à 10 bractées persistantes, entières, trifides ou pennatiséquées, à segments sétacés-scabres ; les ombellules sont à rayons inférieurs ou égaux aux 5 à 10 bractéoles, sétacées, indivises ou bitrifides. Les fleurs, à sépales peu marqués, ont les pétales blancs, bilobés, les externes des marginales un peu plus grands. La floraison a lieu d'avril à juin. 
Le fruit, de 4 à 7 mm, est oblong, à stylopode annulaire, conique, inférieur aux styles. Les méricarpes ont les côtes primaires peu visibles à deux rangs de poils courts ; les côtes secondaires à entre 8 et 12 aiguillons fins, soyeux, peu rigides, brun-pourpre, élargis à la base, mais peu confluents, de 1,5 à 2 fois supérieurs à leur largeur.

### Variabilité
Une variété a été décrite par le botaniste suédois Svante Samuel Murbeck en 1923, sous le nom Daucus crinitus var. comosus,. Elle se distingue du type par ses méricarpes à côtes secondaires à soies sur 2 ou 3 rangs.

## Habitat et écologie

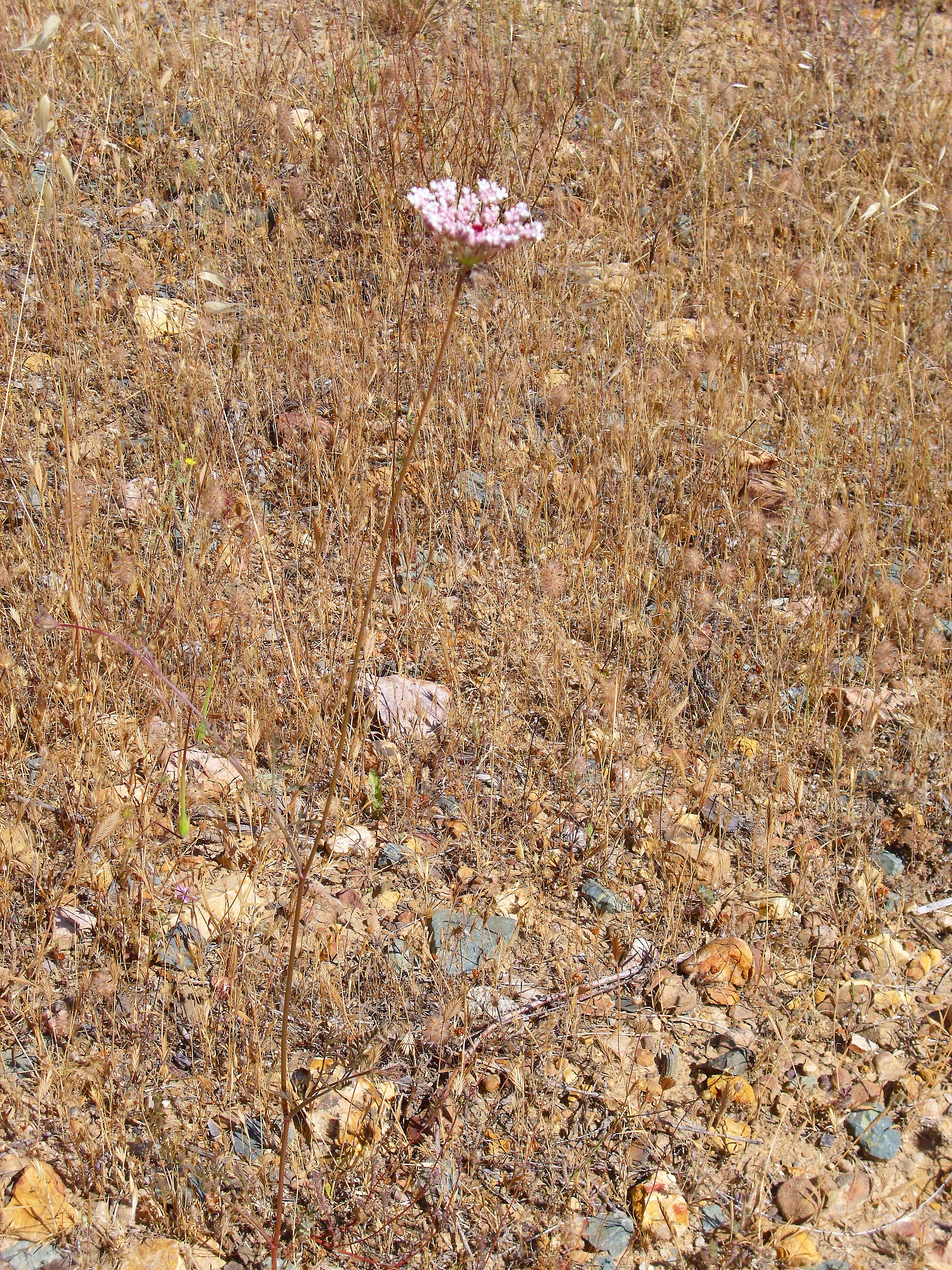
Daucus crinitus dans son habitat.

Elle pousse dans les prairies, les terres cultivées, les zones sèches, les arbustes dégradés, les bordures de champs cultivés et au bord des routes, principalement dans les sols acides. Elle est présente entre 50 et 900 m d'altitude, voire 1 500 m au Maroc. En Tunisie septentrionale, dans les lieux cultivés et incultes, bords des champs, broussailles et forêts montueuses.

## Répartition
Daucus crinitus est originaire du sud de l'Espagne et du Portugal, ainsi que du nord de l'Algérie, du Maroc et de la Tunisie,,. L'espèce est très répandue, elle est cependant connue pour être rare en Espagne.

## Composants et usages
C'est un parent sauvage tertiaire et un donneur de gènes potentiel pour la carotte.
Les feuilles, les tiges et les racines de D. crinitus sont caractérisées par la présence d'acides gras. Toutes les parties de la plante sont riches en acides gras saturés, l'acide laurique (17,9 % pour les feuilles, 17,5 % pour les tiges et 18 % pour les racines) étant le principal composé. Les insaponifiables et les extraits méthanoliques des racines, des feuilles et des tiges sont actifs contre les souches bactériennes Bacillus cereus, Staphylococcus aureus, Escherichia coli et Candida albicans, qui sont considérées comme très dangereuses et très difficiles à éliminer.
Une étude de 2012 montre le potentiel antioxydant in vitro des extraits solvants de D. crinitus, avec des résultats comparables à ceux des composés standards tels que l'acide gallique. Ces extraits sont donc nouvelle source potentielle d'additifs naturels pour l'industrie alimentaire et/ou pharmaceutique.